# Liste des champions du monde français de vitesse moto
Cette page présente la liste des pilotes français ayant remporté un titre de champion du monde de vitesse moto dans l'une des différentes catégories attribuant ce titre.
21 titres ont été remportés depuis 1979 par 18 pilotes (ou copilotes) différents dans 7 catégories.
Seul Fabio Quartararo a remporté le titre dans la catégorie « reine » MotoGP en 2021.

## Catégorie «reine» MotoGP / 500 cm3
La catégorie MotoGP a pris la suite de la catégorie 500 cm3 en 2002.
| Année | Catégorie | Pilote           | Moto   | Victoires | Podiums |
| 2021  | MotoGP    | Fabio Quartararo | Yamaha | 5         | 10      |

## Catégorie Moto2 / 250 cm3
La catégorie Moto2 a pris la suite de la catégorie 250 cm3 en 2010.
| Année | Catégorie | Pilote               | Moto   | Victoires | Podiums |
| 1982  | 250 cm3   | Jean-Louis Tournadre | Yamaha | 1         | 8       |
| 1984  | 250 cm3   | Christian Sarron     | Yamaha | 3         | 8       |
| 2000  | 250 cm3   | Olivier Jacque       | Yamaha | 3         | 11      |
| 2015  | Moto2     | Johann Zarco         | Kalex  | 8         | 14      |
| 2016  | Moto2     | Johann Zarco         | Kalex  | 7         | 10      |

## Catégorie Moto3 / 125 cm3
La catégorie Moto3 a pris la suite de la catégorie 125 cm3 en 2012.
| Année | Catégorie | Pilote         | Moto    | Victoires | Podiums |
| 2002  | 125 cm3   | Arnaud Vincent | Aprilia | 5         | 8       |
| 2008  | 125 cm3   | Mike Di Meglio | Derbi   | 4         | 9       |

## Catégorie 750 cm3
Cette compétition organisée par la Fédération internationale de motocyclisme (FIM) entre 1972 et 1979, attribua un titre de champion du monde entre 1977 et 1979.
| Année | Catégorie   | Pilote       | Moto   | Victoires | Podiums |
| 1979  | Formule 750 | Patrick Pons | Yamaha | 4         | 11      |

Avec ce titre, Patrick Pons est devenu le premier Français champion du monde dans un sport mécanique.

## Catégorie Superbike
| Année | Catégorie | Pilote           | Moto    | Victoires | Podiums |
| 1990  | Superbike | Raymond Roche    | Ducati  | 8         | 15      |
| 2014  | Superbike | Sylvain Guintoli | Aprilia | 5         | 16      |

## Catégorie Supersport
| Année | Catégorie  | Pilote                | Moto   | Victoires | Podiums |
| 1999  | Supersport | Stéphane Chambon      | Suzuki | 2         | 5       |
| 2002  | Supersport | Fabien Foret          | Honda  | 5         | 6       |
| 2005  | Supersport | Sébastien Charpentier | Honda  | 6         | 9       |
| 2006  | Supersport | Sébastien Charpentier | Honda  | 6         | 7       |
| 2017  | Supersport | Lucas Mahias          | Yamaha | 2         | 8       |

## Catégorie Side-car
| Année | Catégorie | Pilote                             | Side-car              | Victoires | Podiums |
| 1990  | Side-car  | Alain Michel (pilote)              | LCR (de)-Krauser (it) | 5         | 9       |
| 2014  | Side-car  | Grégory Cluze (copilote)           | LCR (de)-Kawasaki     | 5         | 9       |
| 2022  | Side-car  | Emmanuelle Clément (en) (copilote) | LCR (de)-Yamaha       | 9         | 15      |
| 2023  | Side-car  | Emmanuelle Clément (en) (copilote) | LCR (de)-Yamaha       | 5         | 11      |
| 2024  | Side-car  | Kevin Rousseau (copilote)          | ARS-Yamaha            | 7         | 11      |